# 4月1日
4月1日是公历年中的第91天（闰年的第92天），也是4月的第一天，离全年结束还有274天。

## 大事记

### 19世紀以前
- 528年：北魏孝明帝元诩之女元氏被祖母胡太后（宣武靈皇后）以先帝皇子身份拥立为皇帝，是为中国历史上第一位称帝的女性，但不被后世普遍承认，当日即被废黜，次日由元钊即位。
- 1081年：拜占庭皇帝尼基弗鲁斯三世被废黜，阿莱克修斯一世篡位加冕为皇帝。[1]
- 1130年：南宋初期，锺相乘着地方官逃遁的机会发动起义。
- 1356年：朱元璋攻克集庆（今南京市）。
- 1357年：元朝末年紅巾軍刘福通部将领毛贵攻下莱州。
- 1572年：哈布斯堡尼德蘭與西班牙帝國爆發八十年戰爭，後稱之為“荷兰独立战争”。
- 1579年：立陶宛大公巴托里·斯特凡在維爾紐斯創建維爾紐斯大學，為波羅的海國家首座大學。
- 1605年：麥地奇家族亞歷山大·德·麥地奇所領導的義大利籍的主教與法國主教結盟，進而成為天主教教宗“利奧十一世”。

### 19世紀
- 1826年：美国发明家萨缪尔·莫雷（英语：Samuel Morey）获得内燃机的专利权。
- 1867年：在不列顛東印度公司解散後，英國殖民地部接管麻六甲海峽地區的海峽殖民地。
- 1873年：英国班轮大西洋号（英语：RMS Atlantic）在加拿大東部新斯科舍半岛外沉没，547人遇难。

### 20世紀
- 1905年：巴黎、柏林开始通电话[來源請求]。
- 1906年：中國京汉铁路全线通车。
- 1906年：南满洲铁道株式会社（简称满铁）正式营业。
- 1912年：孫中山卸任中華民國临时大总统职。
- 1913年：福特公司引入流水生产线大规模生产福特T型车。
- 1923年：關東州（今中国大连）的电话全面自动化。
- 1924年：阿道夫·希特勒因啤酒館政變被判五年囚刑。
- 1927年：蒋介石与汪精卫密谈反共清党。
- 1930年：阎锡山、冯玉祥、李宗仁宣誓讨蒋，中原大戰爆发在即。
- 1931年：国民党开始第二次围剿中央苏区。
- 1933年：纳粹组织了抵制犹太人商店的活动，标志着納粹德國开始针对犹太人的迫害。
- 1937年：原隸屬英屬印度孟買管轄區之亞丁港及其周邊地區析出成為受英國殖民地部直接統治之“亞丁殖民地”。
- 1938年：美国通用电气公司发明螢光燈。
- 1938年：雀巢公司推出雀巢咖啡。
- 1939年：西班牙將領法蘭西斯科·佛朗哥宣布西班牙內戰結束，西班牙第二共和國滅亡。
- 1939年：英国和波兰签订互助条约。
- 1940年：中華民國國民政府通令全國，尊稱孫中山先生為中華民國國父。
- 1940年：晋西北八路军反扫荡获胜利。
- 1943年：中国远征军昆明训练中心开学。
- 1945年：第二次世界大战：美國第十軍團軍隊在日本琉球群島最大的島嶼沖繩島西部登陸，沖繩島戰役爆發。
- 1946年：阿留申群島发生里氏8.1级地震並引起海啸，在夏威夷群島造成159人死亡[2]。
- 1946年：馬來聯邦、馬來屬邦與海峽殖民地（不包括個別改制之新加坡殖民地）組成马来亚联邦。
- 1948年：柏林危机：東德政府开始封锁西柏林。
- 1948年：法罗群岛从丹麦获得自治权。
- 1949年：紐芬蘭自治領加入加拿大成為紐芬蘭省。
- 1949年：爱尔兰共和国成立。
- 1950年：中国与印度建交。
- 1955年：賽普勒斯爆发反对英国统治的起义，要求独立。
- 1957年：西德第一次征兵，成立联邦德国军队。
- 1959年：北京—平壤国际航线正式通航。
- 1960年：美国於佛羅里達州卡納維拉爾角發射第一颗氣象衛星TIROS-1。
- 1964年：日本解除外汇限制。
- 1969年：霍克西德利鷂式戰鬥機開始在英國皇家空軍服役，為第一款具有V/STOL能力的作戰戰鬥機。
- 1973年：因應香港總督麥理浩在 "十年建屋計劃" 中提出合併房屋機構之構思，故此成立香港房屋委員會及房屋署[註 1]。
- 1976年：美国发明家史蒂夫·贾伯斯、史蒂夫·沃兹尼克等人创立苹果公司，并销售Apple I电脑。
- 1978年：國際貨幣基金組織《牙买加协定》正式生效。
- 1978年：中国国务院批准恢复和增设五十五所高校。
- 1979年：在經過公民投票後，伊朗阿亞圖拉鲁霍拉·霍梅尼宣布建立伊朗伊斯蘭共和國。
- 1980年：中国开始发行外汇兑换券。
- 1985年：《中华人民共和国专利法》实施。
- 1987年：日本國有鐵道（JNR）分割為為七間公司（合稱JR），將原本國有的經營權移轉為民營。
- 1988年：臺灣“中國小姐”选拔恢复。
- 1997年：中国实施历史上第一次铁路大提速。
- 1997年：系列动画片开始在東京電視台播出。

### 21世紀
- 2001年：中美撞机事件：美利堅合眾國EP-3偵察機與中華人民共和國殲-8IM戰鬥機在海南島近海空域相撞，中國人民解放軍海軍航空兵飛行員王偉失蹤而美國海軍航空兵（英语：Commander, Naval Air Forces）沙恩·奥斯本遭俘虜，引發兩國外交風波。
- 2001年：前南斯拉夫联盟总统因涉嫌滥用职权等罪被塞尔维亚警方逮捕。
- 2001年：荷蘭正式向同性伴侶開放民事婚姻，為世界上第一個同性婚姻合法化的國家。
- 2002年：荷蘭王國安乐死法律正式生效，成为世界上第一个承认安乐死合法的国家。
- 2003年：張國榮在香港文華東方酒店24楼跳楼自杀。
- 2004年：Google对公众启动Gmail服务。
- 2007年：日本新潟县新潟市、靜岡縣滨松市升格为政令指定都市。
- 2009年：克罗地亚及阿尔巴尼亚加入北大西洋公约组织。
- 2011年：東京都青少年健全育成條例自主部份實施。
- 2015年：香港商務及經濟發展局局長蘇錦樑就有行政長官會同行政會議決定不獲續牌予亞洲電視因本地免費電視牌照不獲續期申請。亞洲電視不獲行政長官會同行政會議續牌，成為香港電視廣播史上首家未能續牌的電視台延至2016年4月1日。
- 2015年：马来西亚政府正式落实消费税制度，其税率为百分之六。
- 2016年：亞洲電視在香港本地免費電視節目服務牌照有效期屆滿。
- 2017年：中国共产党中央委员会、中华人民共和国国务院决定设立雄安新区。
- 2018年：JR西日本铁道线路三江线废止。
- 2019年：內閣官房長官菅義偉於首相官邸公布新年號為「令和」，取自《萬葉集》：「于時初春令月，氣淑風和，梅披鏡前之粉，蘭薰珮後之香」。[3][4]
- 2022年：東南水泥拆除廢棄工廠不慎壓毀高壓電塔，導致台灣高鐵台南-高雄路段停駛。
- 2023年：JR北海道铁道线路留萌本线（留萌至石狩沼田）废止。

## 出生
- 1220年：後嵯峨天皇，日本第88代天皇（1272年逝世）
- 1282年：路易四世，神聖羅馬皇帝（1347年逝世）
- 1543年：弗朗索瓦·德·博納，法國軍事首領、政治人物，法國元帥（1626年逝世）
- 1578年：威廉·哈维，英国生理学家（1657年逝世）
- 1697年：安東尼·普列沃斯，法國作家、小說家（1763年逝世）
- 1776年：索菲·熱爾曼，法國數學家、物理學家、哲學家（1831年逝世）
- 1809年：尼古拉·果戈理，俄国著名作家（1852年逝世）
- 1815年：奥托·冯·俾斯麦，普鲁士王国首相，德意志帝国总理（1898年逝世）
- 1823年：西蒙·玻利瓦爾·巴克納，美國軍人、政治家，第30任肯塔基州州長（1914年逝世）
- 1825年：奧古絲塔·費迪南達，奥地利帝国女大公和巴伐利亚王妃（1864年逝世）
- 1839年：三遊亭圓朝，日本作家、落語家（1900年逝世）
- 1847年：北白川宮能久親王，日本皇族（1895年逝世）
- 1859年：曼斯菲爾德·史密斯-卡明，英國海軍軍官（1923年逝世）
- 1861年：加藤友三郎，日本首相、日本海軍元帥（1923年逝世）
- 1865年：里夏德·阿道夫·席格蒙迪，奧地利化學家，1925年諾貝爾化學獎得主（1929年逝世）
- 1866年：费卢西奥·布索尼，義大利鋼琴家、作曲家（1924年逝世）
- 1873年：谢尔盖·拉赫玛尼诺夫，俄罗斯作曲家、指揮家、鋼琴演奏家（1943年逝世）
- 1873年：埃馬紐埃爾·德·馬托納，法國地理學家（1955年逝世）
- 1905年：枚壽傳，越南共和國政治人物、佛教居士（1973年逝世）
- 1908年：亚伯拉罕·马斯洛，美国心理學家（1970年逝世）
- 1919年：約瑟夫·穆雷，美國外科醫生，1990年諾貝爾生理學或醫學獎得主（2012年逝世）
- 1920年：三船敏郎，日本男演員（1997年逝世）
- 1922年：艾倫·佩利，美國計算機科學家（1990年逝世）
- 1924年：邵恩新，台北縣長（2014年逝世）
- 1928年：古在由秀，日本天文學家（2018年逝世）
- 1929年：簡·鮑威爾，美國演員、歌手、舞者（2021年逝世）
- 1929年：阿米太·愛茲安尼，以色列裔美國社會學家（2023年逝世）
- 1929年：米兰·昆德拉，捷克裔法國作家（2023年逝世）
- 1931年：讓-雅克·奧諾拉，海地政治人物，第3任海地總理（2023年逝世）
- 1932年：德琵·雷諾，美國女演員（2016年逝世）
- 1933年：羅伯特·沙夫拉卡澤，喬治亞男子田徑運動員（2020年逝世）
- 1935年：萊安姆·維蘭，愛爾蘭職業足球運動員（1958年逝世）
- 1936年：阿卜杜勒·卡迪爾·汗，巴基斯坦核技術及冶金工程領域專家（2021年逝世）
- 1940年：馬如龍，台灣演員（2019年逝世）
- 1948年：馮恩鶴，中國演員
- 1948年：柯安龍，英國外交官
- 1950年：塞繆爾·阿利托，美國律師、法學家，現任美國最高法院大法官
- 1952年：田壯壯，中國電影導演、製片人、演員
- 1953年：巴里·索南菲爾德，美國電影導演、攝影師
- 1958年：哈斯納特·汗，巴基斯坦裔英國心肺外科醫生
- 1959年：岸信夫，日本政治人物
- 1959年：史蒂芬·奈特，英國電影導演、編劇
- 1959年：赫尔穆特·杜卡达姆，罗马尼亚足球运动員
- 1960年：鯨，日本女性聲優
- 1961年：蘇珊·波伊爾，英國女歌手
- 1963年：胡春華，中國政治人物，現任中華人民共和國國務院副總理
- 1965年：，美國前職業籃球運動員
- 1968年：亞歷山大·斯圖布，芬蘭政治人物，第43任芬蘭總理
- 1976年：大衛·奧伊羅，英國男演員
- 1976年：特羅伊·貝克，美國男性配音員、演員、音樂家
- 1977年：贾一平，中國演員
- 1977年：毛孩，中國演員
- 1977年：黃玉榮，台湾藝人
- 1979年：張蕾，中國中央電視台主持人
- 1979年：小太刀右京，日本作家、遊戲設計師、小說家、編劇
- 1980年：竹內結子，日本女演員（2020年逝世）
- 1980年：紀俊麟，台灣棒球選手
- 1981年：張丹峰，中國演員
- 1981年：陳茵媺，香港演員
- 1981年：劉心悠，香港演員
- 1981年：朴藝珍，韓國女演員
- 1981年：KEI，日本漫畫家、人物設計師
- 1982年：張小平，中國男子拳擊運動員
- 1982年：山姆·亨亭頓，美國男演員
- 1983年：馬特·蘭特爾，美國男演員
- 1983年：謝爾蓋·拉扎列夫，俄羅斯男歌手、舞者、演員
- 1984年：王勝偉，台灣棒球選手
- 1986年：宮本駿一，日本男歌手、聲優
- 1986年：伊倫·伍斯特，荷蘭女子競速滑冰運動員
- 1987年：李婷，中國跳水運動員
- 1987年：魏千翔，中國男演員
- 1987年：丁俊暉，中國桌球選手
- 1988年：馬琇荃，香港電視主播
- 1988年：丁海寅，韓國男演員
- 1989年：大野雄大，日本男子偶像團體Da-iCE成員
- 1991年：亞西恩·博諾，摩洛哥職業足球運動員
- 1993年：岡本圭人，日本演員、歌手
- 1993年：柴田阿彌，日本女子偶像团体SKE48成員
- 1993年：吳采臻，台灣女藝人
- 1995年：羅根·保羅，美國網路紅人、拳擊手、職業摔跤手、YouTuber、演員
- 1997年：阿萨·巴特菲尔德，英國男演員
- 1998年：陳雪聰，香港女藝人
- 1999年：平野宏周，日本男演員
- 2000年：克莉絲緹娜·凱爾伯，瑞典女子乒乓球運動員
- 2004年：奧斯卡·格勞夫，以色列職業足球運動員

## 逝世
- 1085年：宋神宗赵顼，北宋皇帝。（1048年出生）
- 1205年：艾默里，耶路撒冷國王。（1145年出生）
- 1282年：阿八哈，蒙古帝国伊兒汗國君主。（1234年出生）
- 1697年：傑書，禮親王代善孫，康熙帝堂兄。（1646年出生）
- 1868年：臘佐赫里納，馬達加斯加女王。（1814年出生）
- 1917年：史考特·喬普林，美國作曲家、鋼琴家。（1868年出生）
- 1918年：保羅·馮·倫寧坎普，波羅的海德意志貴族、政治人物，俄羅斯帝國陸軍將領。（1854年出生）
- 1921年：卡爾·約翰尼斯·托馬，德國數學家。（1840年出生）
- 1922年：赫曼·羅夏克，瑞士精神科醫師、精神分析學家。（1884年出生）
- 1922年：卡爾一世，奧地利皇帝。（1887年出生）
- 1927年：冉鈞，中國政治人物。（1899年出生）
- 1939年：安东·马卡连柯，苏联教育学家。（1888年出生）
- 1947年：喬治二世，希臘國王。（1890年出生）
- 1950年：雷杰普·佩克，土耳其军官和政治人物，第六任土耳其总理。（1889年出生）
- 1955年：林徽因，中國著名建筑师、诗人。中华人民共和国国徽和人民英雄纪念碑的设计者之一。（1904年出生）
- 1960年：端姑阿都拉曼，首任馬來亞聯合邦最高元首。（1895年出生）
- 1968年：列夫·朗道，苏联物理学家。（1908年出生）
- 1984年：楚南仁博，日本昆蟲學家。（1892年出生）
- 1984年：，美國歌手、作曲者。（1939年出生）
- 1991年：瑪莎·葛蘭姆，美國編舞家，現代舞蹈史上最早的創始人之一。（1894年出生）
- 1994年：羅伯特·杜瓦諾，法國攝影家。（1912年出生）
- 2001年：鄭公山，越南著名现代音乐作曲家。（1939年出生）
- 2001年：王伟，中国飞行员。（1968年出生）
- 2003年：門迪·莫萊因，加拿大男子籃球運動員。（1926年出生）
- 2003年：張國榮，香港藝人、歌手。（1956年出生）
- 2012年：張美瑤，台灣女演員。（1941年出生）
- 2013年：陳招娣，中國女子排球运动員。（1955年出生）
- 2015年：大川美佐緒，日本超級人瑞。（1898年出生）
- 2016年：梅可望，台灣教育家，曾任中央警官學校、東海大學校長。（1918年出生）
- 2016年：賈達德，英國及香港入境事務官員。（1929年出生）
- 2017年：葉甫根尼·葉夫圖申科，俄羅斯詩人。（1933年出生）
- 2020年:  亚当·施莱辛格，美国摇滚歌手。(1967年出生)
- 2021年：赤崎勇，日本工程學家，2014年諾貝爾物理學獎得主。（1929年出生）
- 2021年：王鍾，香港男演員、導演。（1947年出生）
- 2023年：罗志军， 中共江苏省委原书记、省人大常委会原主任。（1951年出生）
- 2023年：张鸿星，中共重庆市委常委。（1967年出生）
- 2024年：盧·康特，美國海軍軍官，亞利桑那號擊沉事件中最後的倖存者。（1921年出生）
- 2024年：穆罕默德-禮薩·扎赫迪，伊朗伊斯蘭革命衛隊高級軍官。（1960年出生）
- 2025年：方·基默，美國男演員。（1959年出生）
- 2025年：理查德·伯恩斯坦，美国记者、专栏作家。[5]

## 节假日和习俗
- 愚人节
- 國際喜愛香菜日
- 中華民國：主計節
- 伊朗：國慶日
- 日本：开学日、开工日
- 荷蘭：南部布里勒城庆祝战胜西班牙军
- 圣马力诺：大议会选举产生两名执政官
- 羅馬帝國：維納斯節（英语：Veneralia）

## 註解
1. ↑  將當時香港屋宇建設委員會、徙置事務處、市政總署轄下的屋宇建設科等房屋機構重組為房屋委員會及房屋署